# 11105 Пучнарова
11105 Пучнарова (11105 Puchnarová) — астероїд головного поясу, відкритий 24 жовтня 1995 року.
Тіссеранів параметр щодо Юпітера — 3,306.